# Тишки-Лабно
Тишки-Лабно (пољ. Tyszki-Łabno) је село у Пољској које се налази у војводству Војводство Подласком у повјату Колнењском у општини Колно.
Број становника је 86.
Основан у XIV веку.
Од 1975. до 1998. године ово насеље се налазило у Ломжињском војводству.